# Oubi
 (décembre 2020).
L’oubi, ou ubi, est une langue afro-asiatique parlée dans le centre du Tchad.